# Cruises in Antarctica
Buiten de ‘offshore fishing’ is toerisme, zoals cruises in Antarctica de enige andere economische activiteit die op dit grote continent plaatsvindt. Deze moderne toerisme-industrie die voornamelijk uit expedition cruising bestaat, is ontstaan rond 1969.

## Algemeen

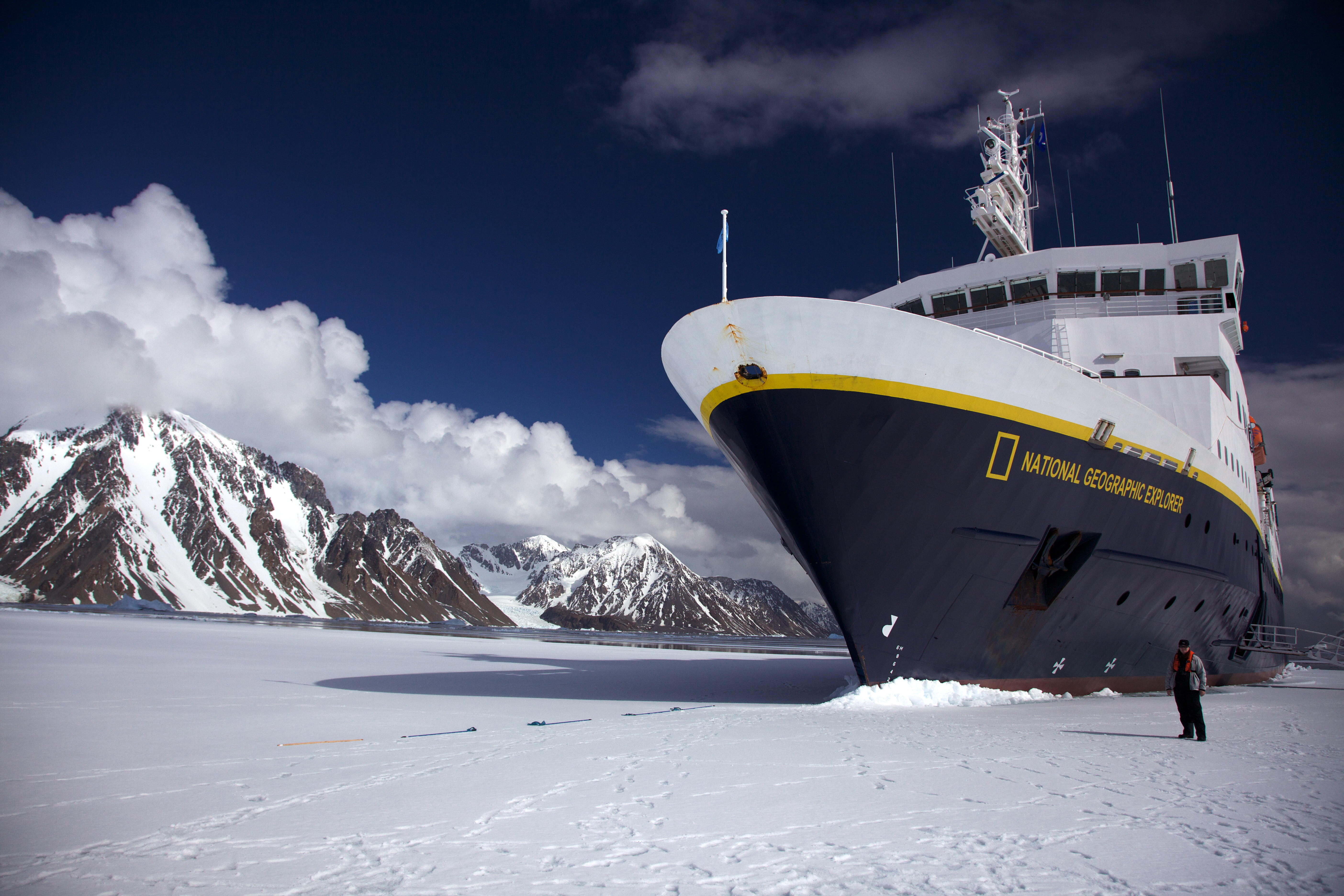
MS National Geographic Explorer in Antarctica

Er zijn twee type cruiseschepen voor een bezoek aan Antarctica. 
Enerzijds zijn er de expeditiecruiseschepen die zich richten op avontuurlijke reizen. Deze bevatten onder andere een bibliotheek met boeken over de fauna en flora in Antarctica en mogelijkheden tot kajakken tussen de ijsbergen. Het andere type zijn luxueuzere cruiseschepen die zich dan ook enkel beperken tot Zuid-Amerika en het begin van Antarctica (het Antarctische schiereiland).
Deze Zuidpool-cruises gebeuren tussen december en maart omdat dan de Arctische zomer plaatsvindt. Tijdens deze periode zijn de temperaturen slechts beperkt tussen -6°C (20°F) en +10°C (50°F).
De cruiseschepen riskeren dan ook niet om te varen buiten deze zomermaanden, wegens zeer lage temperaturen, mogelijk tot -90°C en zeer lange donkere nachten (soms permanent).
Meestal vertrekken de reizen vanuit Ushuaia, het uiterste puntje van Argentinië.
Er zijn ook verschillende combinaties vanuit verdere Zuid-Amerikaanse havens mogelijk.
Een reis kan duren van 10 tot 23 dagen en kost minimaal rond US$5000 voor 11 dagen. Uiteraard zijn hierbij nog geen vliegreizen en andere aspecten in rekening gebracht en kan het prijzenplaatje zeer hoog oplopen.

## Keerzijde
Antarctica is een gebied zonder inwoners. Een gebied waarin de ongerepte natuur nog veilig kan overleven. 
Aangezien de Zuidpool uit ijs bestaat is het heel kwetsbaar voor invloeden van buitenaf. Het broedseizoen van de dieren loopt gelijk met dit van het toerismeseizoen en hierdoor kan het leven van de dieren worden verstoord. Ook ziektes, waar de plaatselijke bewoners van het continent niet resistent tegen zijn, kunnen worden meegebracht door toeristen. Daarom zijn de meeste cruiseoperatoren aangesloten bij de IAATO (International Association of Antarctica Tour Operators). Een organisatie opgericht sinds 1991 die o.a. richtlijnen opstelt voor cruises naar Antarctica om een veilig en milieuvriendelijk Zuidpoolgebied te bewaren.
De IMO (International Maritime Organization) heeft echter besloten om het gebruik en vervoer van zware stookolie rond Antarctica te verbieden. De grote cruiseschepen maken hier gebruik van en daardoor hebben enkele grote maatschappijen Antarctica reeds uit hun aanbod geschrapt. Het toerisme in het Zuidpoolgebied blijft nog wel bestaan dankzij kleinere schepen zonder zware stookolie en maximaal 500 passagiers aan boord.